# Pfarrkirche St. Marien (Friedland)

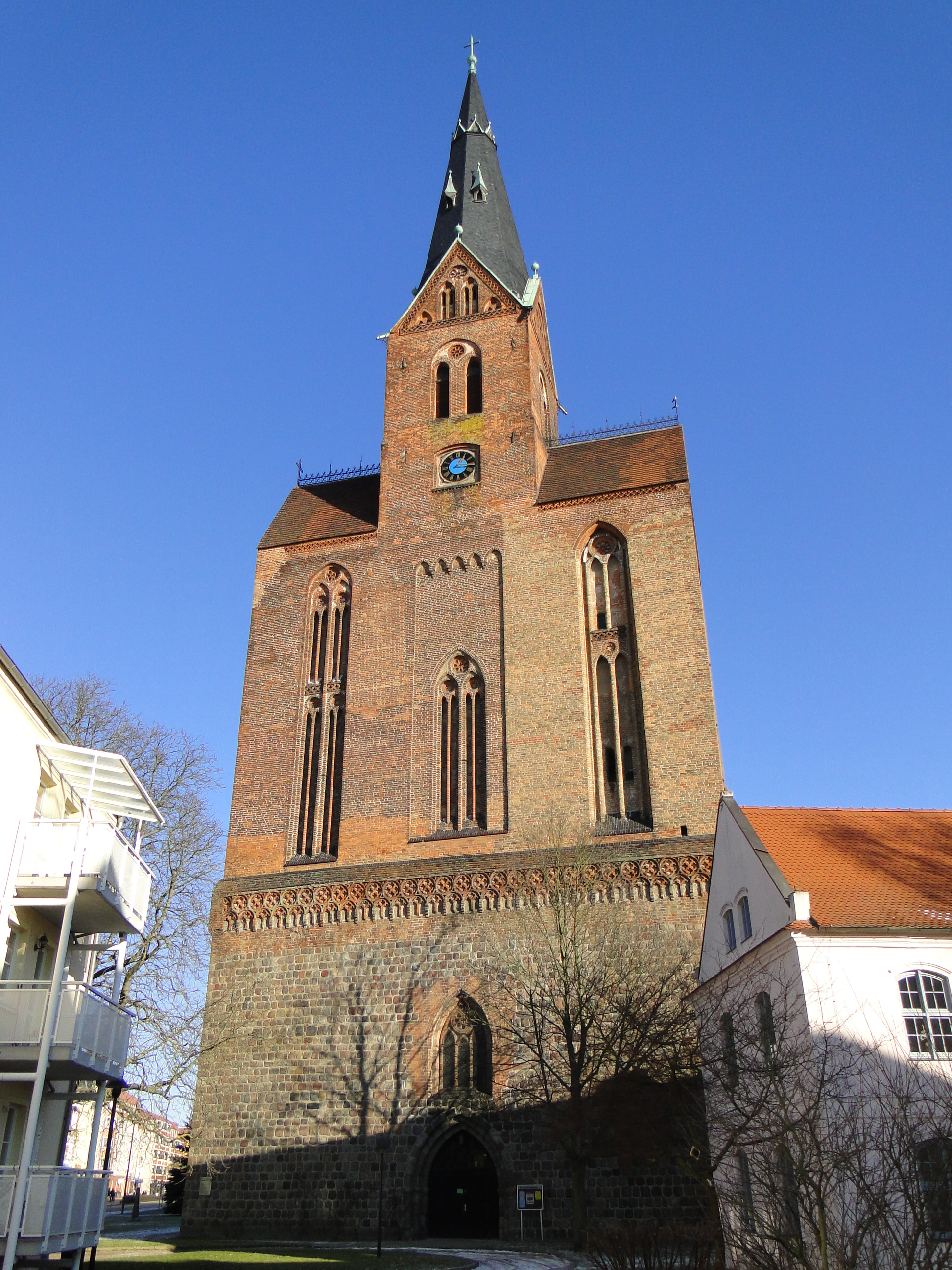
Friedland, Pfarrkirche St. Marien, Westseite

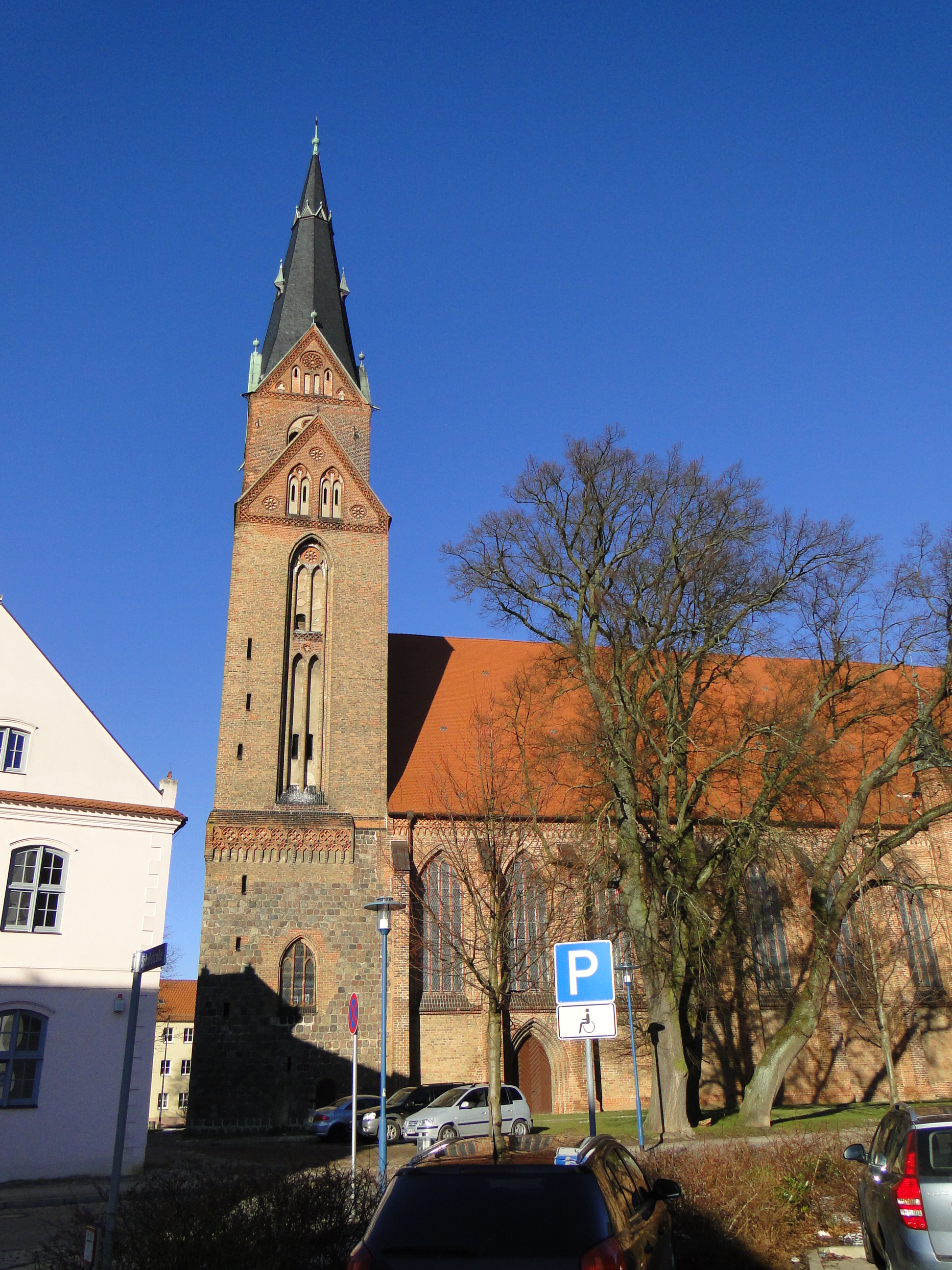
Südseite der Kirche

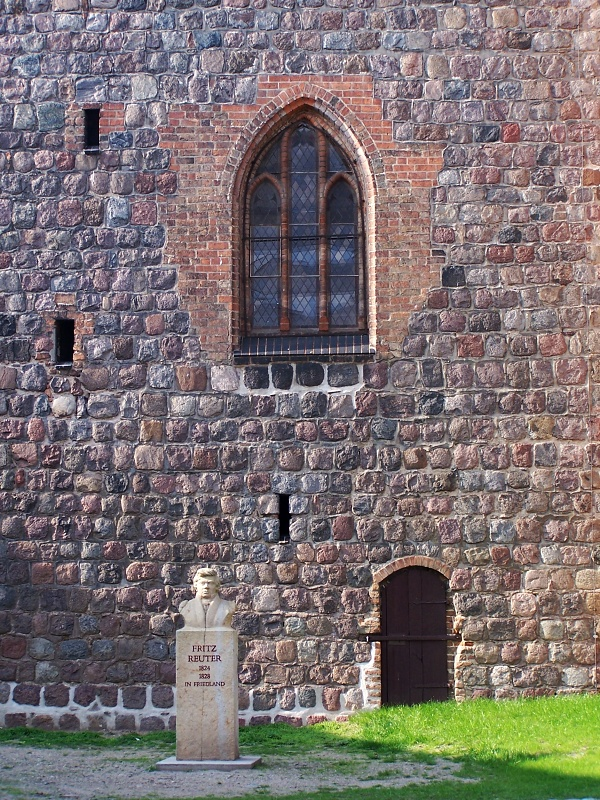
Feldsteinuntergeschoss des Turmes mit Fritz-Reuter-Denkmal

Die St.-Marien-Kirche in Friedland (Mecklenburg) ist eine der größten Backsteinkirchen in Norddeutschland. Sie besitzt seit 2008 den Status der Hauptkirche der Großgemeinde St. Marien Friedland. Diese gehört zur Propstei Neustrelitz des Kirchenkreises Mecklenburg der Evangelisch-Lutherischen Kirche in Norddeutschland (Nordkirche).
Der weithin sichtbare Kirchturm der in mehreren Bauabschnitten zwischen 1330 und 1500 errichteten gotischen Backsteinkirche ist, samt Kreuz an der Helmspitze, etwa 91 Meter hoch. Das Kirchenschiff misst etwa 70 Meter in der Länge und weist eine Höhe von etwa 17 Metern am Scheitelpunkt der Gewölbe auf. Die dreischiffige Hallenkirche mit elf Jochen besitzt ein ausgeprägtes Kreuzgewölbe.

## Geschichte
Zu Beginn der zweiten Hälfte des 13. Jahrhunderts wurde das Untergeschoss des Turms aus Feldsteinen als erster Sakralbau der 1244 gegründeten Stadt erbaut. Ab dem Jahr 1330 wurde eine gotische Kirche mit anfangs noch sechs Jochen errichtet, ab 1340 auf neun Joche verlängert und in der zweiten Hälfte des 14. Jahrhunderts auf elf Joche erweitert. Hierbei wurde auch der andauernde Wettstreit um die größte Kirche zugunsten von Friedland gegen Neubrandenburg entschieden. Im Zuge dieser Arbeiten plante man eine westliche Doppelturmfassade, die jedoch nicht ausgeführt wurde.
Beim großen Stadtbrand im Jahr 1703 wurde die Kirche stark beschädigt und verlor einen Großteil ihrer Ausstattung. Der anschließende Wiederaufbau wurde vornehmlich von wohlhabenden Friedländer Bürgern mitfinanziert. An den Pfeilern im Chorraum finden sich noch heute Tafeln, auf welchen die Stifter angegeben sind.
Bei Restaurierungsarbeiten in den Jahren 1866 und 1885 bis 1889 durch Eugen Friedrich Müschen und Georg Daniel als Berater wurden der gestufte Ostgiebel, die beiden Seitengiebel und fast der gesamte Bauschmuck erneuert. Außerdem bekam der Turm einen oktogonalen Turmhelm.

## Innenausstattung
Die Kanzel stammt aus der Spätrenaissance, die Sängerempore aus der Zeit nach dem Brand von 1703. An ihr künden unterhalb der Orgel zwei Schnitzfiguren von Tod und Auferstehung des Menschen.
Das Altarbild, von Georg Kannengießer aus Neustrelitz im Stil der Nazarener gemalt, zeigt Jesus Christus als Heiland mit der Dornenkrone.
Im rechten Untergeschoss des Turms befindet sich die 1248 errichtete Kapelle, die als Keimzelle der heutigen Kirche gilt und schon zu Zeiten der Stadtgründung vorhanden war. In ihr befindet sich ein mittelalterliches Fresko der christlichen Heilsgeschichte aus der ersten Hälfte des 15. Jahrhunderts, das in dieser Form einmalig in Norddeutschland ist. Durch starke Witterungseinflüsse ist es äußerst gefährdet.
Zur Innenausstattung gehören weiterhin zwei Taufsteine aus Granit aus dem 13. und 14. Jahrhundert sowie ein Relief aus dem 16. Jahrhundert.
Besondere Erwähnung verdienen außerdem die Garnweberempore mit allegorischen Malereien der vier Evangelisten aus dem frühen 18. Jahrhundert und das im linken Seitenschiff befindliche Gestühl der Friedländer Handwerkerzünfte.

## Umgebung
Vor der Südseite des Turms erinnert ein Denkmal an Fritz Reuter, der hier eine Gelehrtenschule besuchte. Direkt gegenüber dem Hauptportal liegt die ehemalige Schule, eines der ältesten Gebäude der Stadt.

## Orgel
Zur Ausstattung der Kirche gehört eine Orgel des aus Schönbeck bei Friedland stammenden Orgelbauers Wilhelm Sauer. Das Instrument, 1905 für die Pauluskirche in Berlin-Zehlendorf gebaut, wurde 1934 nach Friedland umgesetzt und steht hier im Barockprospekt von David Baumann aus dem Jahre 1744. Gegenwärtig weist das Werk 41 Register auf drei Manualen und Pedal auf. Das Instrument hat pneumatische Kegelladen.
| I Hauptwerk C–g’’’ |                  |       |
| 1.                 | Bordun           | 16′   |
| 2.                 | Prinzipal        | 8′    |
| 3.                 | Gemshorn         | 8′    |
| 4.                 | Flûte harmonique | 8′    |
| 5.                 | Octave           | 4′    |
| 6.                 | Rohrflöte        | 4′    |
| 7.                 | Quinte           | 2 ⁄3′ |
| 8.                 | Superoctave      | 2′    |
| 9.                 | Kornett III-V    | 8′    |
| 10.                | Mixtur IV        |       |
| 11.                | Trompete         | 8′    |

| II Oberwerk C–g’’’ |              |        |
| 12.                | Salicional   | 8′     |
| 13.                | Grossgedackt | 8′     |
| 14.                | Quintadena   | 8′     |
| 15.                | Praestant    | 4′     |
| 16.                | Blockflöte   | 4′     |
| 17.                | Nassard      | 2 ⁄3′  |
| 18.                | Prinzipal    | 2′     |
| 19.                | Terz         | 1 3⁄5′ |
| 20.                | Sifflöte     | 1′     |
| 21.                | Cymbel III   |        |
| 22.                | Krummhorn    | 8′     |

| III Schwellwerk C–g’’’ |                  |       |
| 23.                    | Lieblich Gedackt | 16′   |
| 24.                    | Geigenprinzipal  | 8′    |
| 25.                    | Soloflöte        | 8′    |
| 26.                    | Aeoline          | 8′    |
| 27.                    | Fernflöte        | 4′    |
| 28.                    | Fugara           | 4′    |
| 29.                    | Piccelflöte      | 2′    |
| 30.                    | Larigot          | 1 ⁄3′ |
| 31.                    | Scharff IV       |       |
| 32.                    | Horn-Oboe        | 8′    |
| 33.                    | Regal            | 4′    |

| Pedal C–g’ |                 |     |
| 34.        | Prinzipalbass   | 16′ |
| 35.        | Subbass         | 16′ |
| 36.        | Octavbass       | 8′  |
| 37.        | Bassflöte       | 8′  |
| 38.        | Choralbass      | 4′  |
| 39.        | Nachthorn       | 2′  |
| 40.        | Rauschpfeife II |     |
| 41.        | Posaune         | 16′ |

- Koppeln: II/I, III/I, III/II, I/P, II/P, III/P
- Spielhilfen: 3 freie Kombinationen, 3 feste Kombinationen (Mezzoforte, Forte und Tutti), Piano-Pedal, Mezzoforte-Pedal, Walze (Registercrescendo), Absteller (Rohrwerke, Hauptregister, Hauptkoppeln, Walze)

## Glocken
Im Turm der Marienkirche befand sich bis zum Stadtbrand 1703 ein mittelalterliches Geläut aus mehreren Glocken. Der Friedländer Meister Ernst Siedenbaum goss die große Glocke bereits im Jahr 1706 neu. Sie wurde im Jahr 1708 mit zwei kleinen Glocken auf den Turm gebracht. Am 29. April desselben Jahres läuteten sie erstmals zum Begräbnis des Bürgermeisters Joachim Schultz. Die große Glocke sprang 1711 beim Trauerläuten für Kaiser Joseph I., eine der kleineren 1715. Der notwendig gewordene Neuguss wurde 1716 durch Meister Michael Beguhn vollzogen, der auch die Glocken der Nikolaikirche angefertigt hatte. 1719 erneuerte er die große Glocke. 1820 war ein Umguss der zweiten, heute größeren Glocke, nötig, den Meister Schwenn aus Stettin vollzog.
1876 wurde die 180 Zentner wiegende, große, heute verschollene Glocke neu angefertigt. Sie trug folgende Inschrift:
Auxilio fortissimo Dei. Friedrich Wilhelm von Gottes Gnaden, Großherzog von Mecklenburg.

Die Schläfer weck ich, die Toten klag ich,

Die Bösen schreck ich, den Frommen sag ich,

Mischend der ehernen Stimme Klang

In der himmlischen Lobgesang:

Ehre sei Gott in der Höhe!
Auf der entgegengesetzten Seite steht:
Gustav Horn. Pastor Mar:

Carl Bossart, Pastor Nicol:

Achim Mayer, Pastor Mar:

Hermann Götze, Judex, Oecon.

Carl Hoff, Oecon.

Gegossen von C. Voß u. Sohn in Stettin 1876. Nr. 627
Die beiden im Turm verbliebenen Glocken wurden im Jahr 1994 restauriert. Im Jahre 2010 erhielten sie einen schonenden, selbstregulierenden Antrieb.

## Pastoren
- 1786–1838: Johann Gottlieb Rudolphi
- 1835–1872: Heinrich Riemann
- 1948–1955: Karl Friedrich Jonat